# Yrjönkatu
Yrjönkatu, (suédois : Georgsgatan) est une rue du centre d'Helsinki en Finlande.

## Étymologie
Son nom vient de la croix de Saint- George.
Au début en 1820, la rue s'appelle rue Saint-Georges (suédois : Sankt Georgs Gatan), mais en 1836 on retire le terme Saint (suédois : Sankt).
Le nom en finnois Yrjönkatu est confirmé en 1909.

## Quartiers
La partie sud-est d'Yrjönkatu (Yrjönkatu 2a) est située dans le quartier Ullanlinna, sinon le côté pair de la rue (Yrjönkatu 2b - Yrjönkatu 12-14) se trouve dans le quartier de Punavuori et le côté impair (Yrjönkatu 1 et Yrjönkatu 3) à Kaartinkaupunki.
Au nord-ouest de son intersection avec Uudenmaankatu, Yrjönkatu est située dans le quartier de Kamppi.

## Lieux et monuments

### Korkeavuorenkatu - Bulevardi
- Côté Est:
  - →  Koulupuisto, où est érigée une statue de Zacharias Topelius
  - →  Ratakatu
  - Yrjönkatu 1, Runar Finnilä, 1928
  - Yrjönkatu 3, Pauli Lehtinen, 1963
  - →  Pieni Roobertinkatu
  - →  Erottajankatu → Mannerheimintie
  - Parc de Diane
  - →  Uudenmaankatu
  - Yrjönkatu 5, Grahn, Hedman & Wasastjerna, 1910
  - Yrjönkatu 7, Theodor Granstedt, 1888
  - →  Bulevardi

- Côté Ouest:
  - →  Johanneksenkenttä
  - →  Merimiehenkatu
  - Yrjönkatu 2a,
  - →  Ratakatu
  - Yrjönkatu 2b, Selim A. Lindqvist, Elia Heikel, 1889
  - Yrjönkatu 4, Ole Gripenberg, 1938
  - →  Iso Roobertinkatu
  - Yrjönkatu 6, Oscar Bomanson, Bertel Jung, 1907
  - Yrjönkatu 8-10, John Settergren, 1909,
  - Yrjönkatu 12-14, Mauritz Gripenberg, John Settergren, 1904
  - →  Uudenmaankatu
  - Yrjönkatu 16, Grahn, Hedman & Wasastjerna, 1898
  - Yrjönkatu 18, Sebastian Gripenberg, 1884
  - →  Bulevardi

### Bulevardi - Kalevankatu
- Côté Est:
  - Yrjönkatu 9, Sigurd Frosterus, 1912
  - Yrjönkatu 11, Waldemar Aspelin, 1899
  - Yrjönkatu 13, Onni Tarjanne, 1890
  - → Lönnrotinkatu
  - Yrjönkatu 15, Florentin Granholm, 1896
  - Yrjönkatu 17, Oiva Kallio, 1936
  - Yrjönkatu 19, Arvo O. Aalto, Niilo Kokko, 1939
  - → Kalevankatu

- Côté Ouest:
  - Parc de la Vieille église d'Helsinki
  - → Lönnrotinkatu
  - Yrjönkatu 22, Armas Lindgren, 1911
  - Yrjönkatu 24, Aarne Hytönen, Risto-Veikko Luukkonen, 1938
  - → Kalevankatu

### Kalevankatu- Simonkatu
- Côté Est:
  - Yrjönkatu 21, Emil Svensson, 1913
  - Yrjönkatu 21b, Väinö Vähäkallio, 1928 (piscine d'Yrjönkatu)
  - Yrjönkatu 23, Gunnar Stenius, 1908
  - Yrjönkatu 25, Heikki Kaartinen, 1906
  - Yrjönkatu 27, Wäinö Gustaf Palmqvist, 1913 (Musée Amos Anderson)
  - Yrjönkatu 29, années 1980
  - Yrjönkatu 31, Usko Nyström, Vilho Penttilä et Albert Petrelius, 1907
  - → Simonkatu

- Côté Ouest:
  - Yrjönkatu 26, Jung & Jung, 1930 (Hôtel Torni)
  - Yrjönkatu 28, Georg Wasastjerna, Werner Polón, 1903
  - Yrjönkatu 30, Rurik Packalén, Per-Mauritz Alander, Karl-Erik Hagner, 1962 (Lilla Teatern)
  - → Eerikinkatu
  - Yrjönkatu 32, Heikki Kaartinen, 1905
  - Yrjönkatu 34, Jussi et Toivo Paatela, 1924
  - Yrjönkatu 36, Hänninen & Hansio, 1980
  - Yrjönkatu 38, Heikki Kaartinen, 1908
  - → Simonkatu

## Galerie

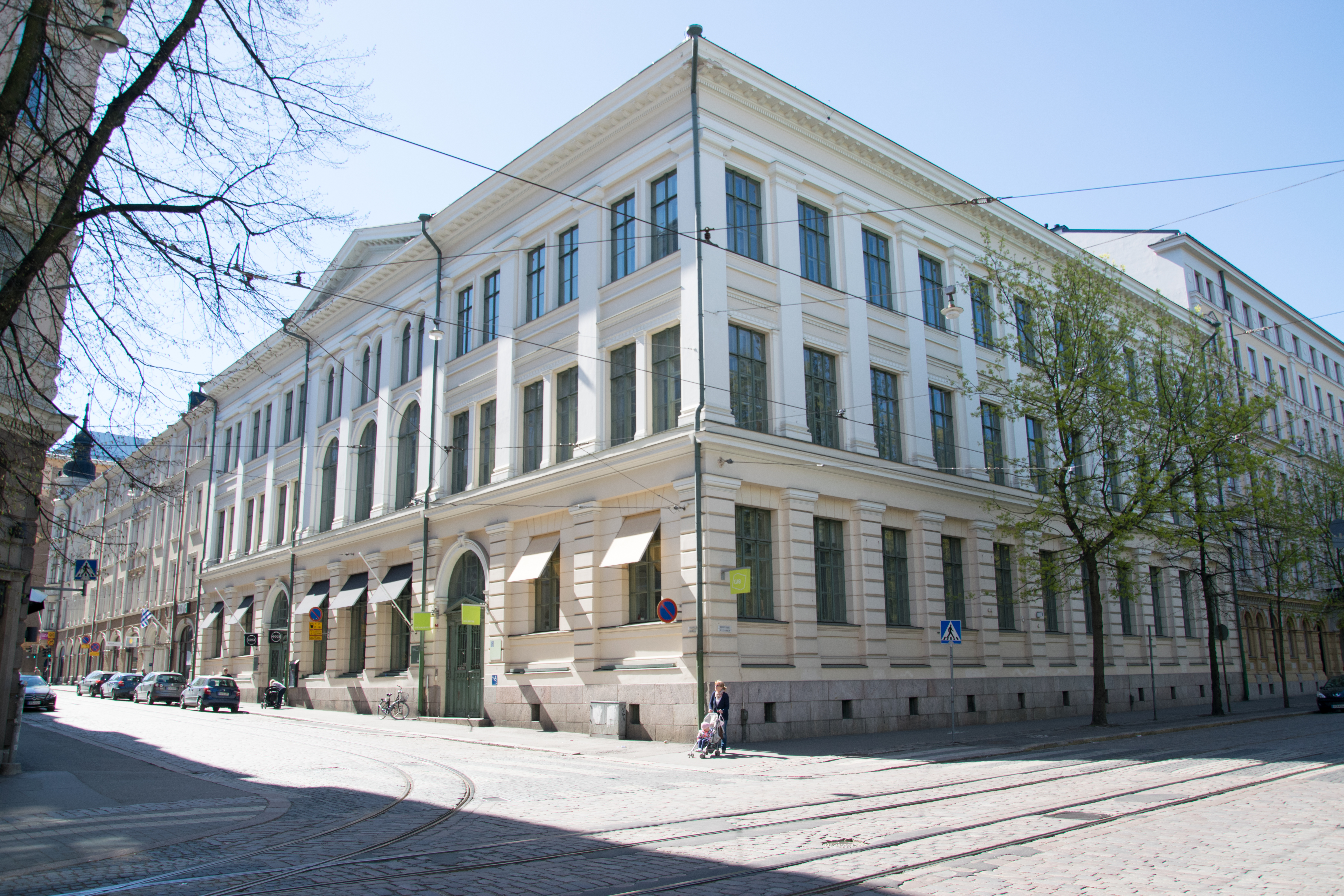
Salle des fêtes
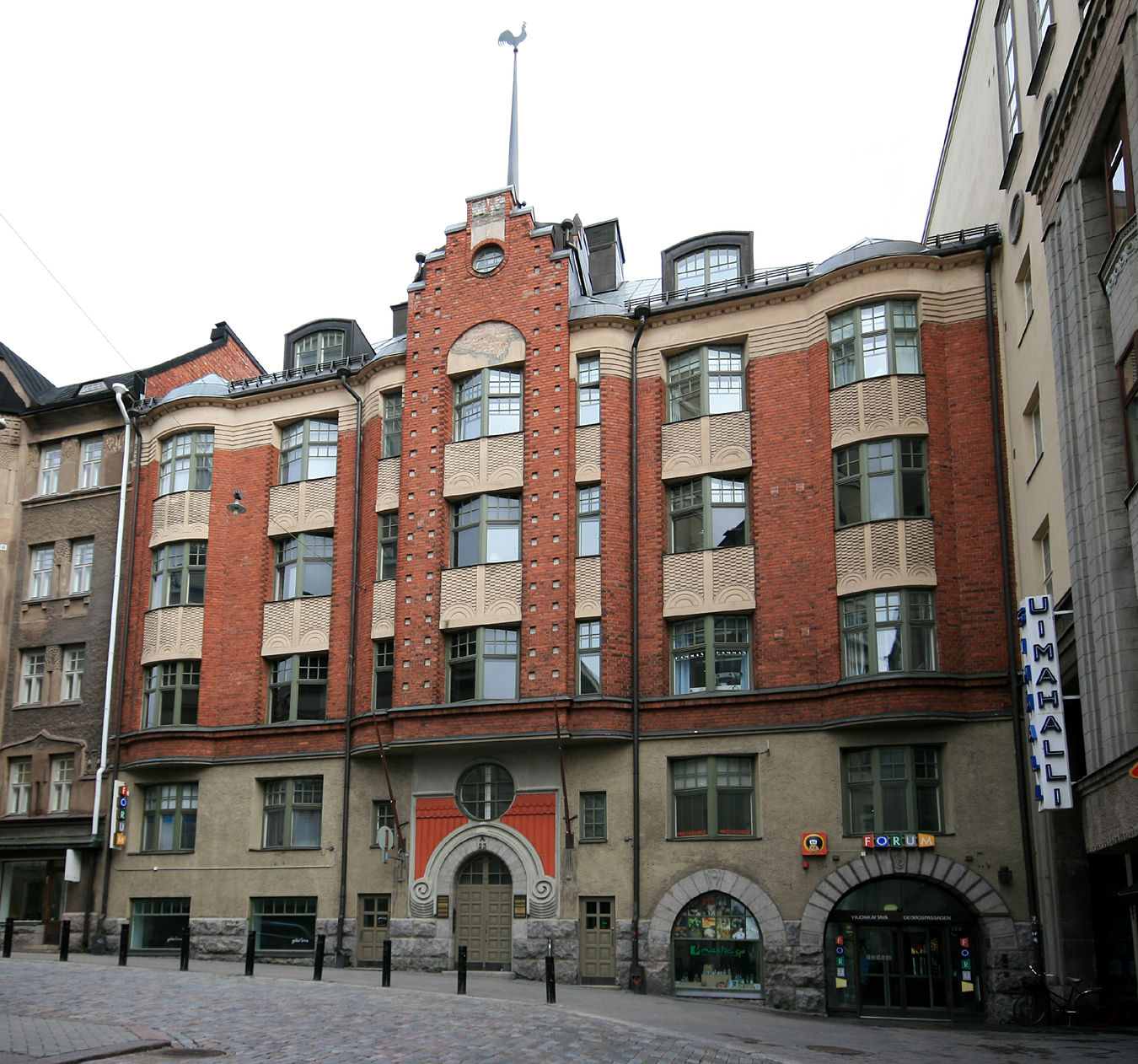
Yrjönkatu 23.
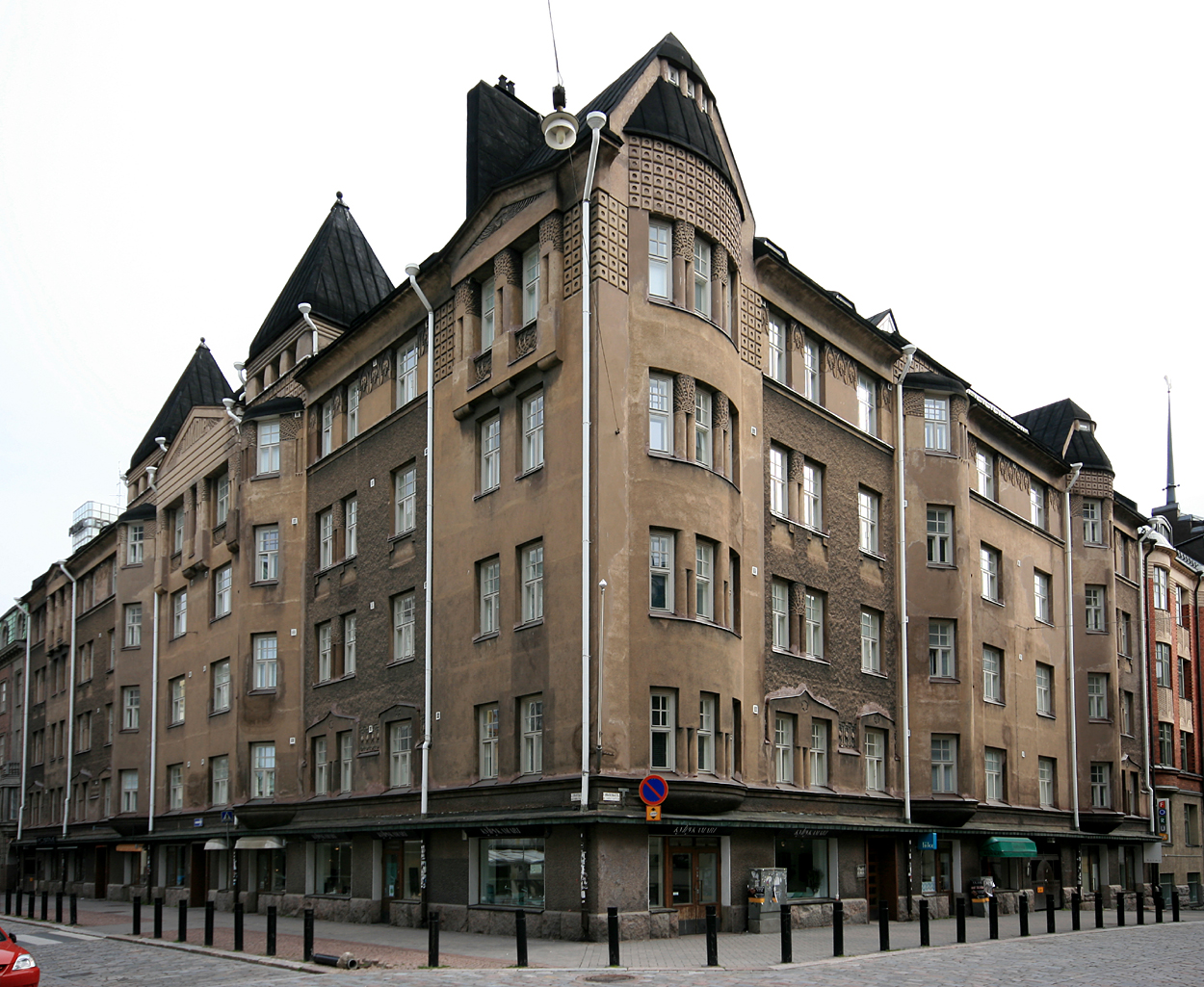
Yrjönkatu 25.
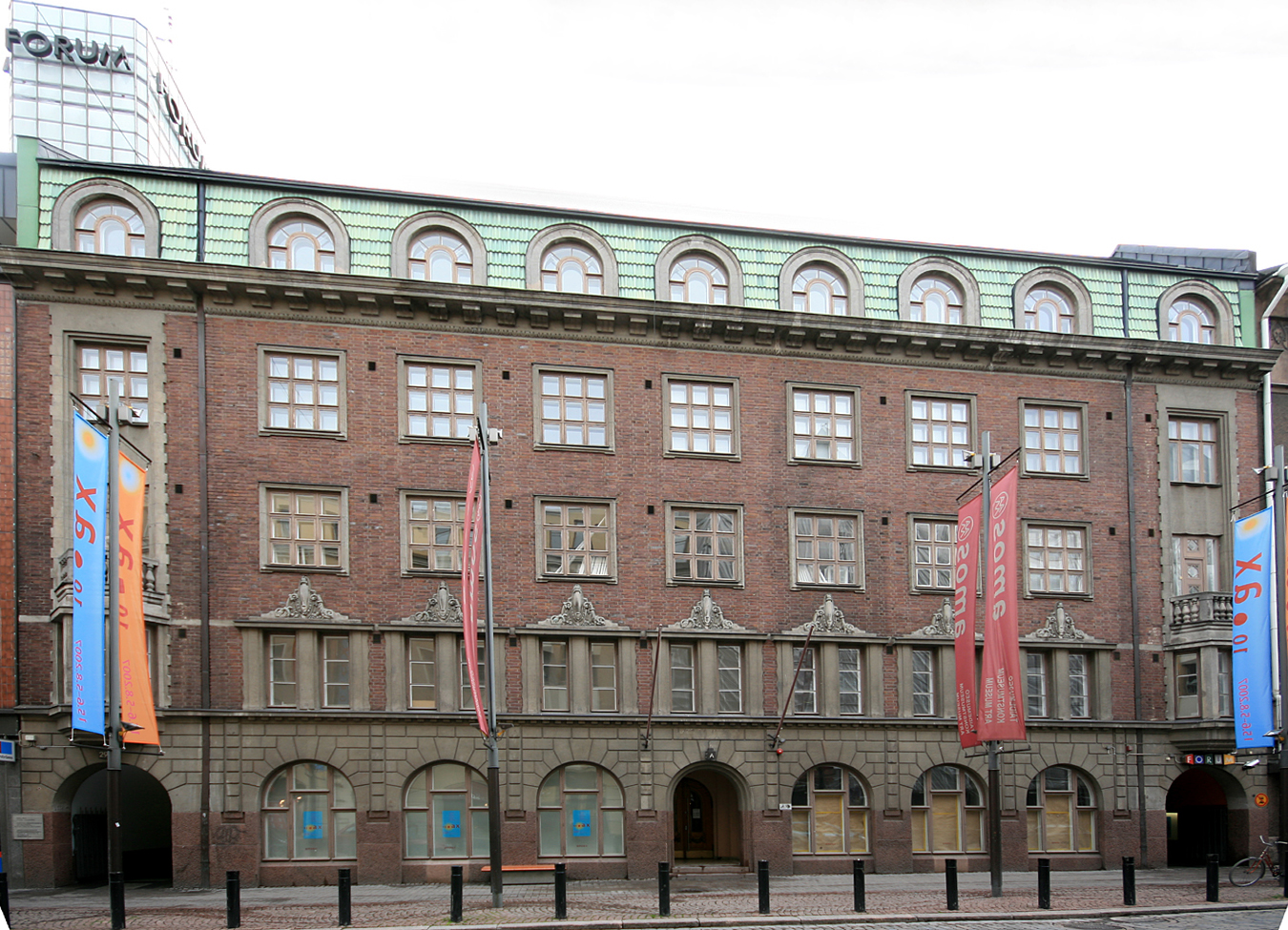
Musée Amos Anderson Yrjönkatu 27-29.
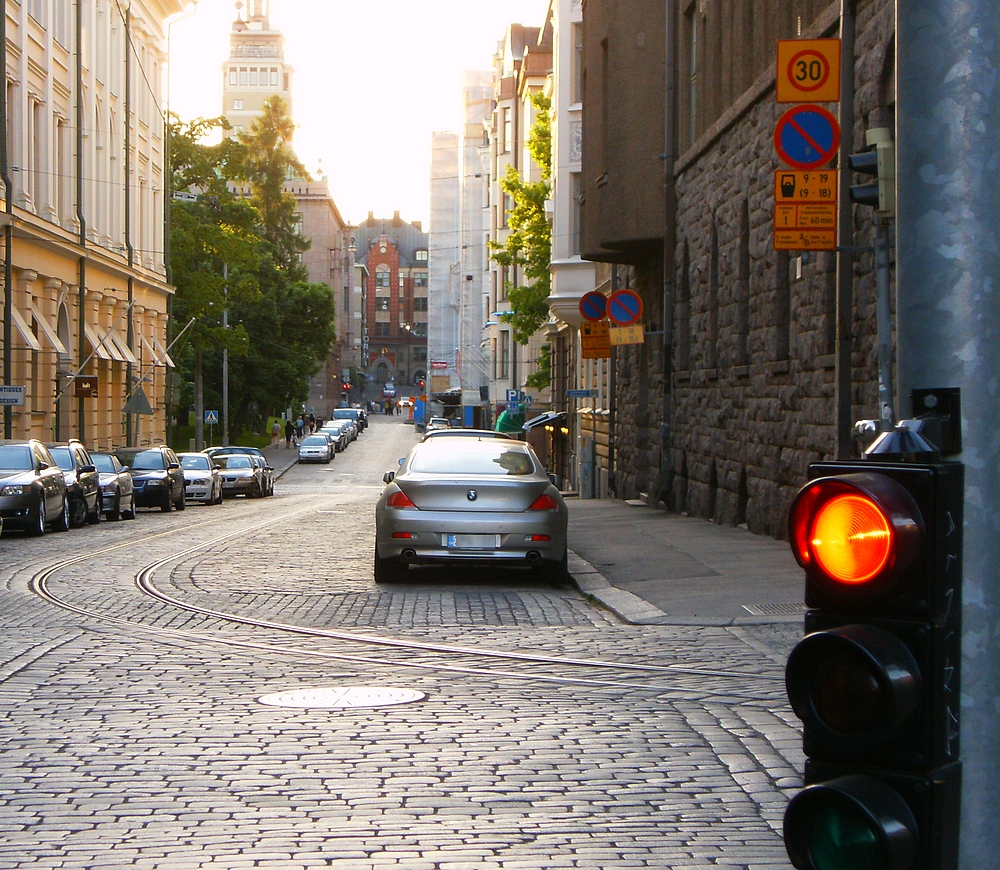
Vue du croisement d'Yrjönkatu et d'Uudenmaankatu, au fond l'hôtel Torni.
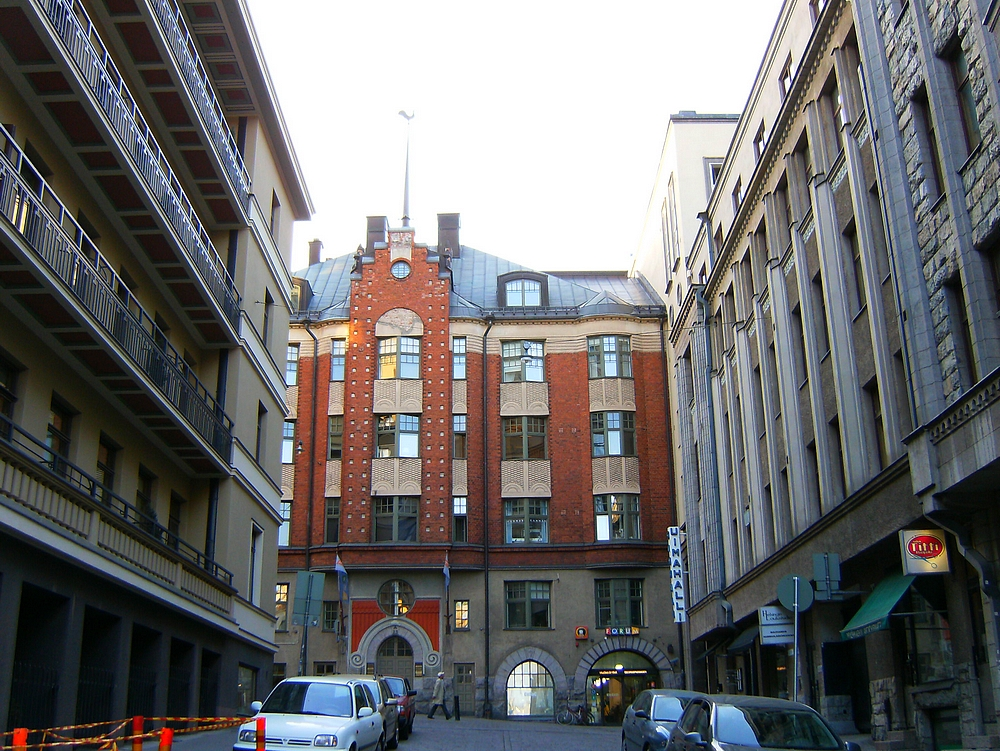
Yrjönkatu 23, à gauche l'Hôtel Torni, à droite la piscine d'Yrjönkatu.
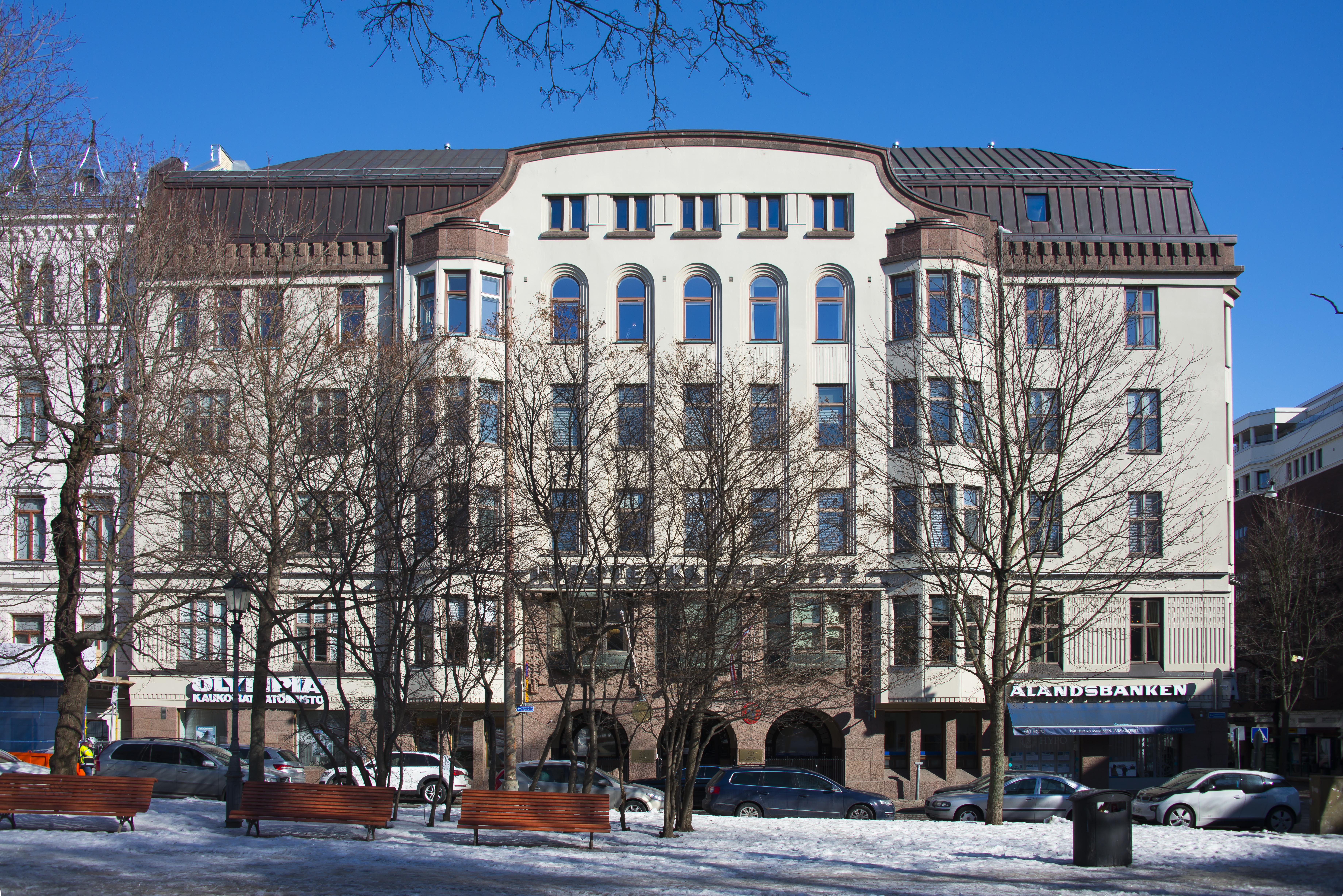
Yrjönkatu 9.
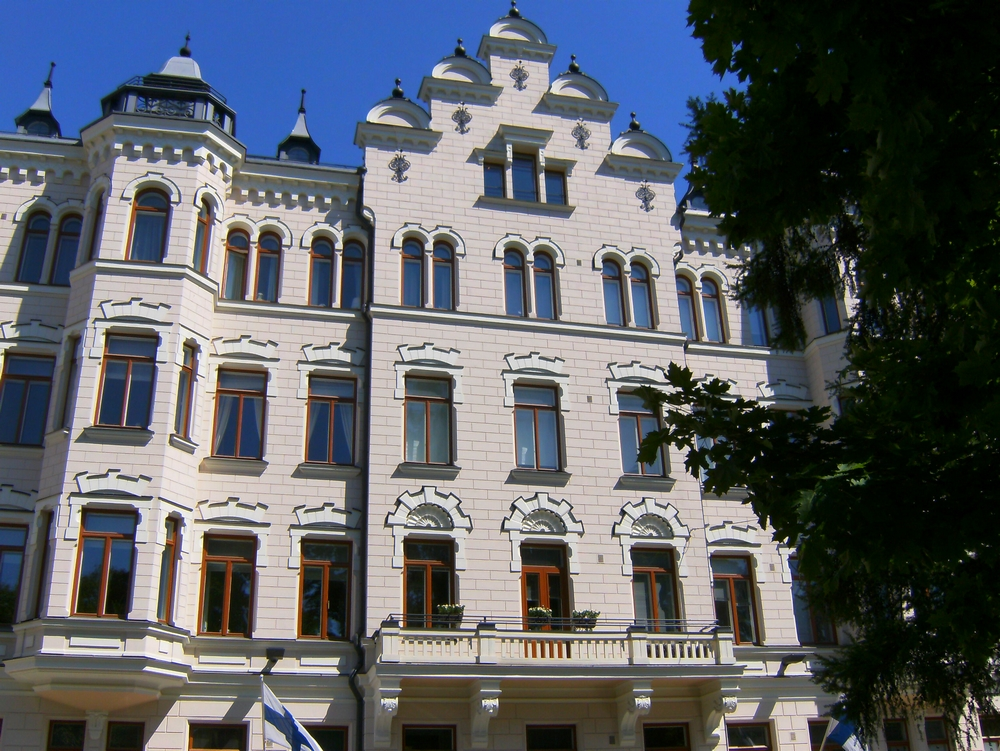
Yrjönkatu 11, en face du Parc de la Vieille église d'Helsinki.